# Tronco (botánica)

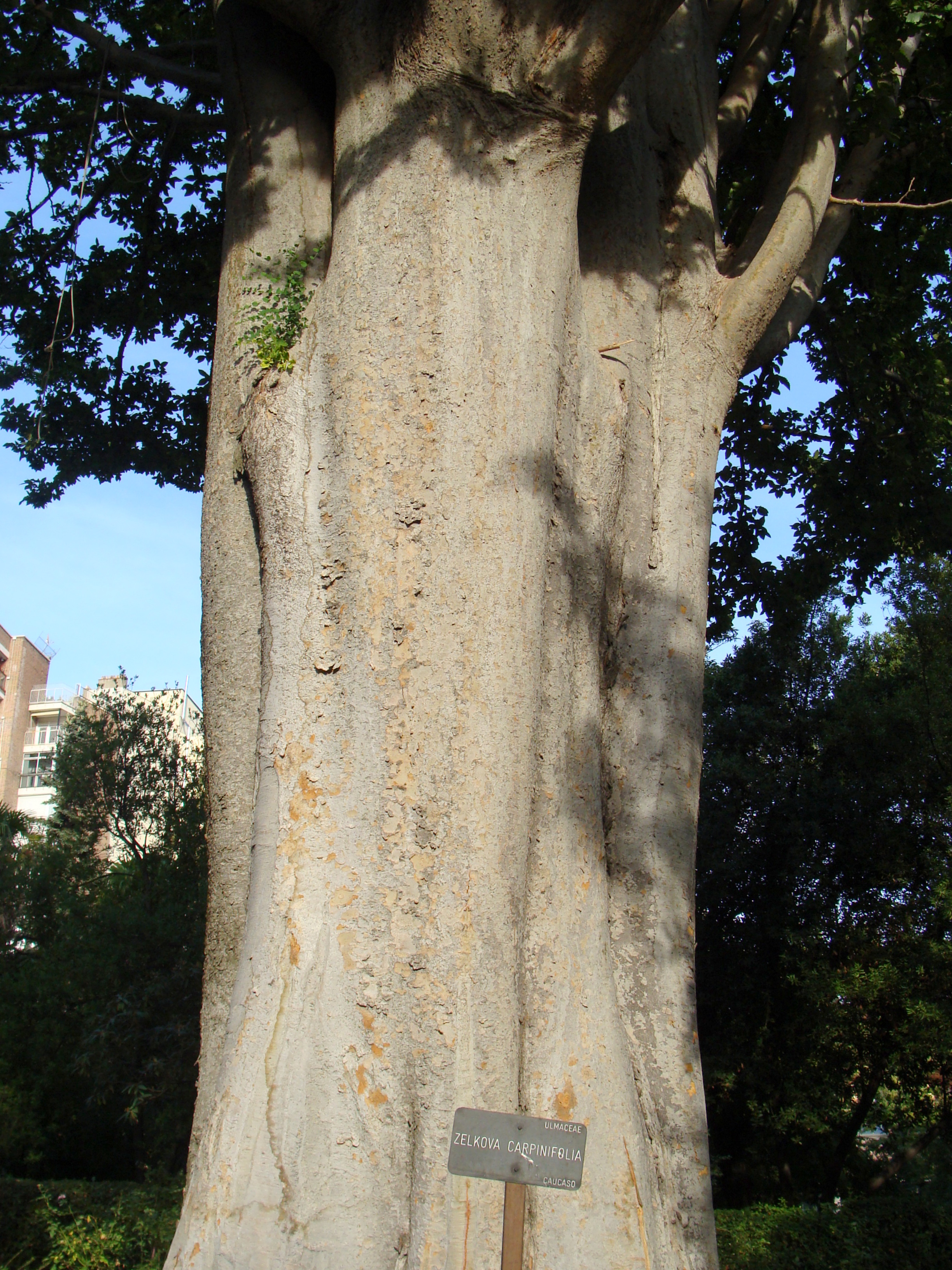
Tronco de Zelkova carpinifolia u olmo del Cáucaso, una especie de árbol maderable de origen euroasiático. Imagen tomada en el Real Jardín Botánico de Madrid.

En botánica, el término tronco se refiere al principal elemento estructural de un árbol que soporta las ramas y todo el resto del mismo (hojas, flores, frutos, etc.). A su vez, las raíces se insertan en el suelo y le sirven de fundamento a todo el árbol. El tronco está cubierto por la corteza que, al igual que la piel en los seres humanos y otras especies animales, le sirve de protección a la parte leñosa del tronco, que constituye uno de los recursos renovables más importantes que se obtienen en la naturaleza, la madera.
El tronco tiene cuatro funciones principales:
- Conducción de agua con minerales desde las raíces hacia las hojas, y en sentido contrario, transporte de sustancias orgánicas disueltas;
- El tronco y sus ramas sostienen las hojas y las colocan en la posición más favorable para captar luz solar.
- Almacenamiento de nutrientes
- Producción de nuevo tejido vivo. La vida útil normal de las células vegetales es de uno a tres años. Los troncos contienen meristemos que generan anualmente nuevo tejido vivo.[3][4]

El tronco es un tipo leñoso de tallo, el más frecuente en las plantas maderables, es decir, en las especies forestales. Presenta innumerables formas, constitución, estructura y usos.

## Formas y funciones

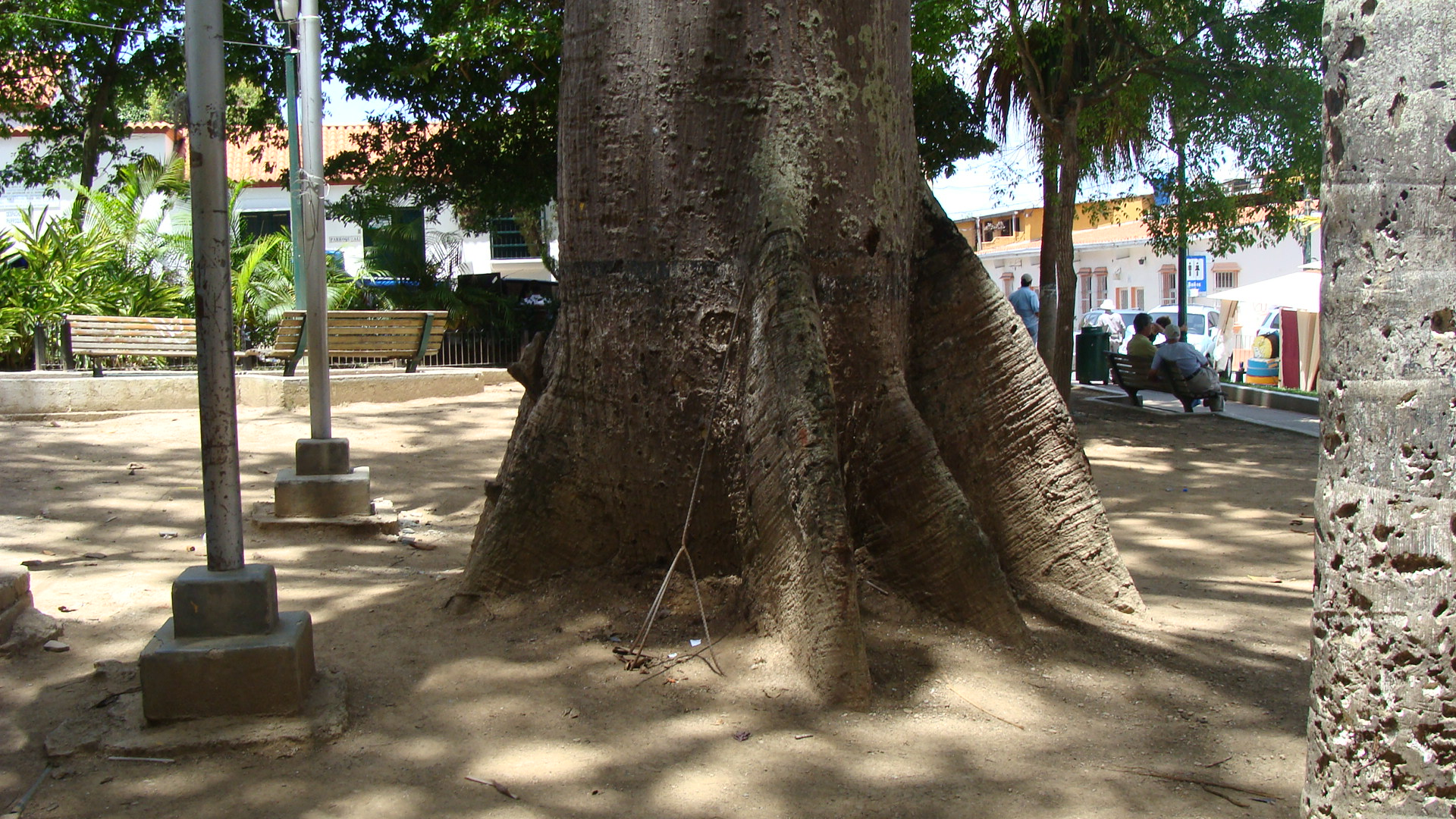
Contrafuertes formados por las raíces en la base del tronco de una ceiba. El Hatillo (Venezuela), 2009.

Como los árboles pueden ser a menudo muy corpulentos y pesados necesitan troncos que sirvan de sostén y a veces adaptados por medio de contrafuertes, en aquellos casos, como sucede en la zona intertropical donde los suelos no son, por lo general, muy profundos. Este es el caso de la ceiba pentandra visible en la imagen. Esta característica llega a ser muy notoria en los lugares de pendientes fuertes, en los que las raíces de algunas especies pasan imperceptiblemente a ser parte del tronco y se ubican en un solo lado del mismo, el más bajo del terreno.
La explotación industrial de la madera se hace principalmente aprovechando los troncos, mientras que las ramas grandes son útiles para hacer aglomerado o pasta de papel. El tronco cortado, del que se han separado las ramas y las raíces, se utiliza para producir piezas de madera como vigas o postes. La parte inferior del tronco que permanece en el suelo con las raíces cuando se corta el árbol es el tocón.

## Estructura del tronco
El tronco consta de cinco partes principales: la corteza, la corteza interna, el cambium, la albura y el duramen. Desde el exterior del árbol hacia adentro, la primera capa es la corteza; esta es la capa protectora más externa del tronco. Debajo de ella se encuentra la corteza interna que está formada por el floema. El floema es la forma en que el árbol transporta los nutrientes de las raíces a los brotes y viceversa. La siguiente capa es el cámbium, una capa muy fina de células indiferenciadas que se dividen para reponer las células del floema en el exterior y las del xilema en el interior. El cambium contiene el meristemo de crecimiento del tronco. Directamente al interior de éste se encuentra la albura, o las células vivas del xilema. Estas células transportan el agua a través del árbol. El xilema también almacena el almidón dentro del árbol. Por último, en el centro del árbol se encuentra el duramen. El duramen está formado por células viejas del xilema que se han llenado de resinas y minerales que impiden que otros organismos crezcan e infecten el centro del árbol. 

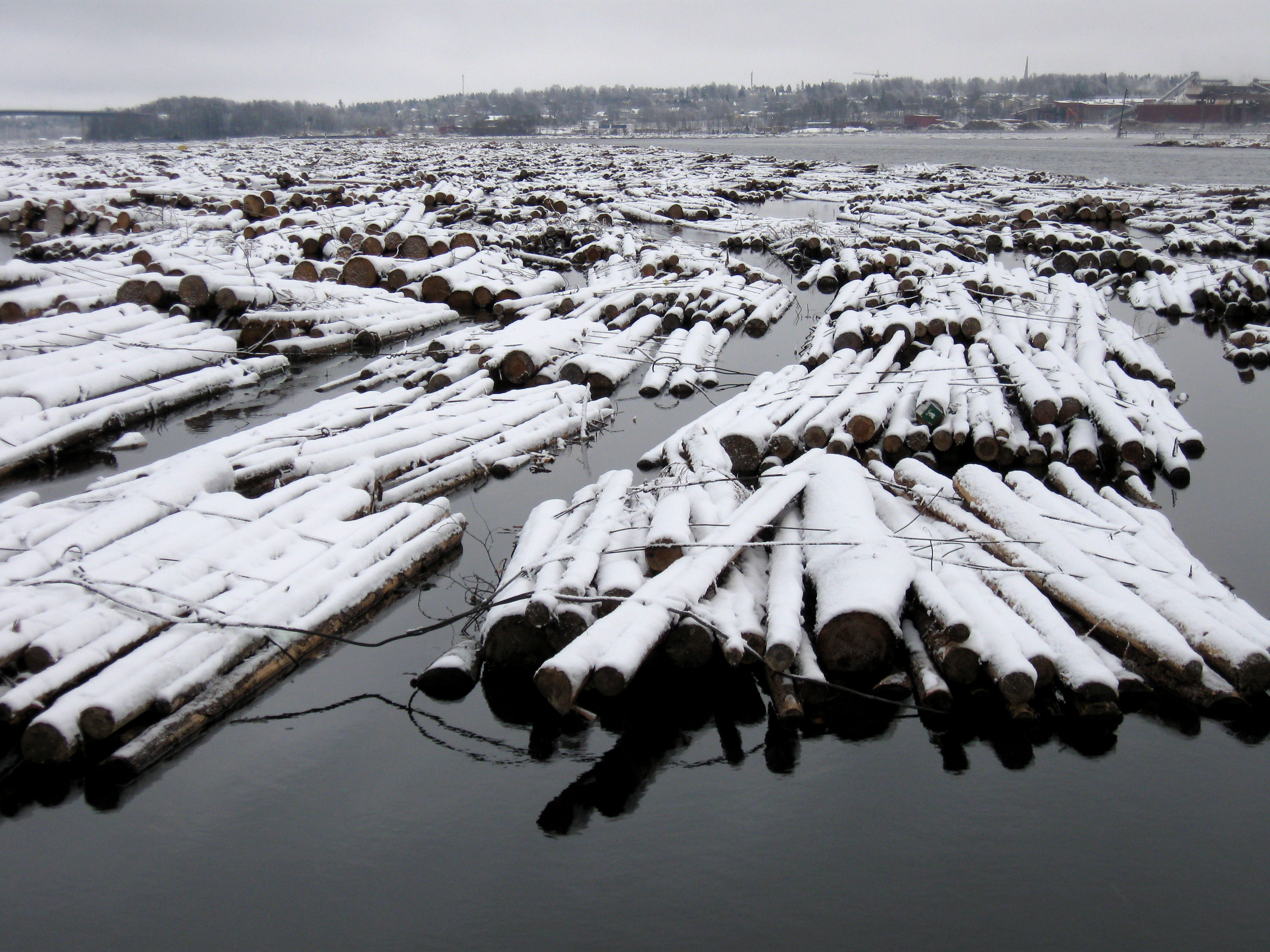
Troncos de madera
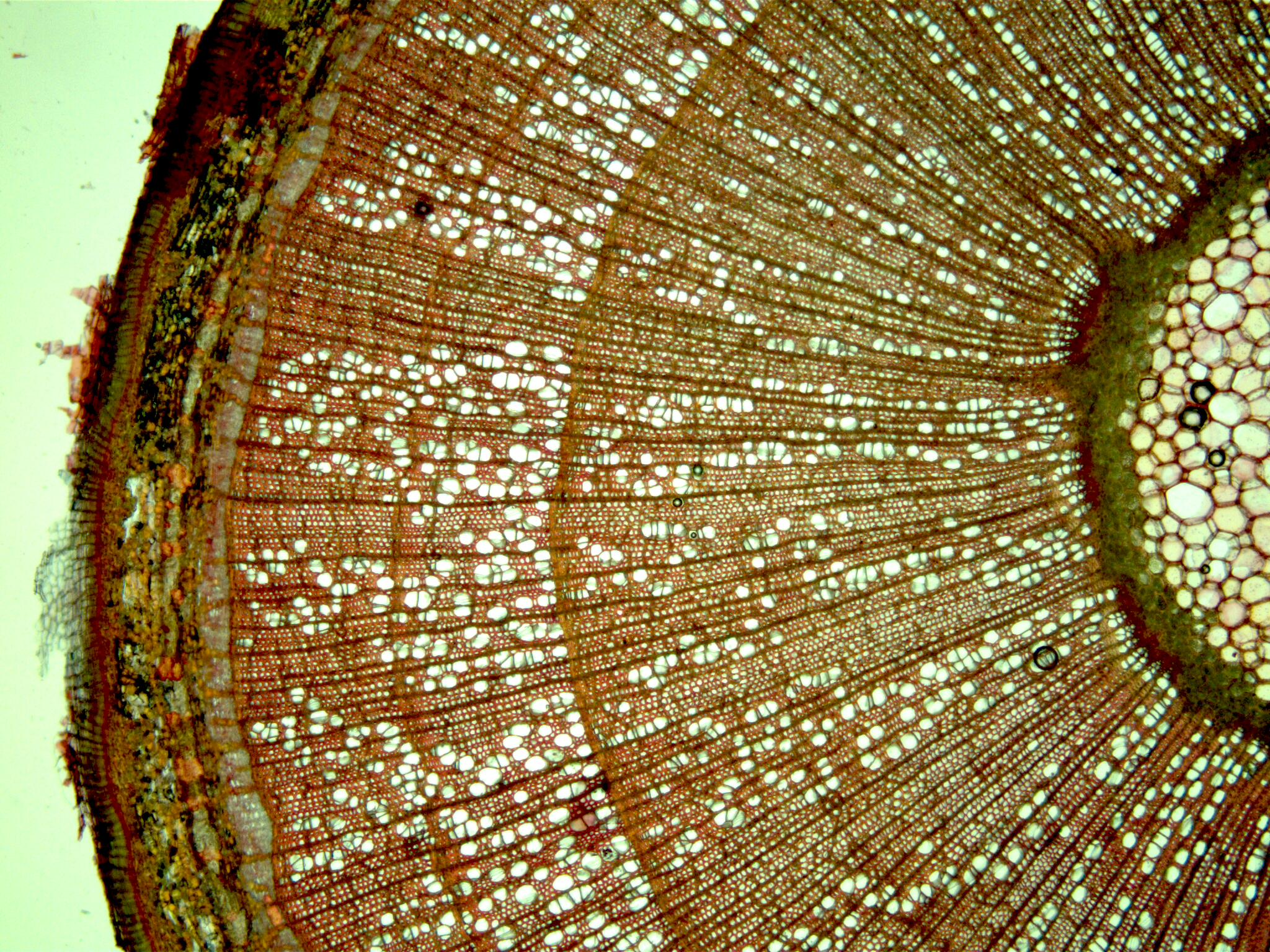
Sección transversal de un tronco de avellano
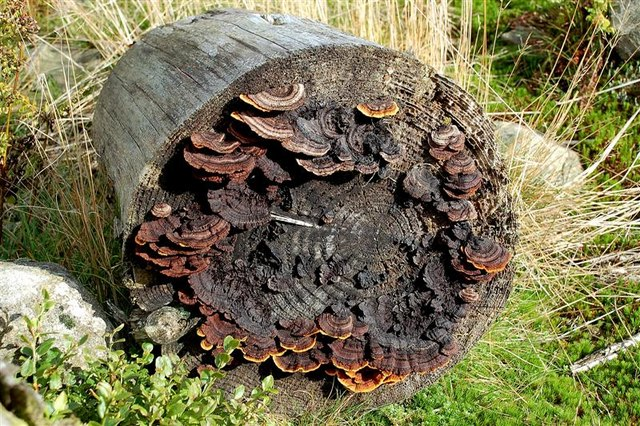
Tronco en descomposición por hongos Poliporos
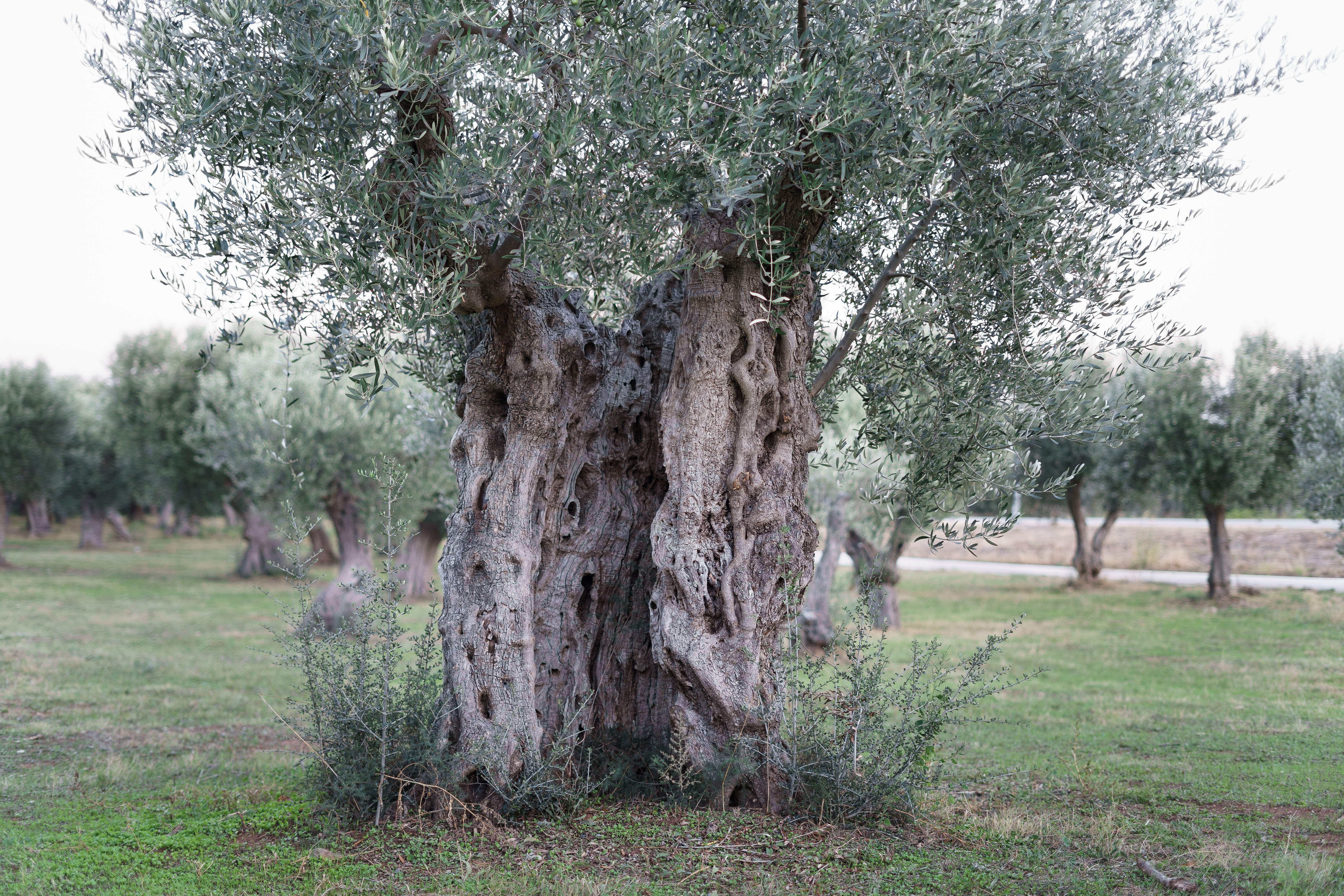
Tronco de un olivo
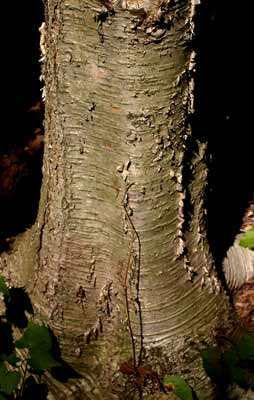
Base del tronco de un abedul amarillo del Canadá Betula alleghaniensis.
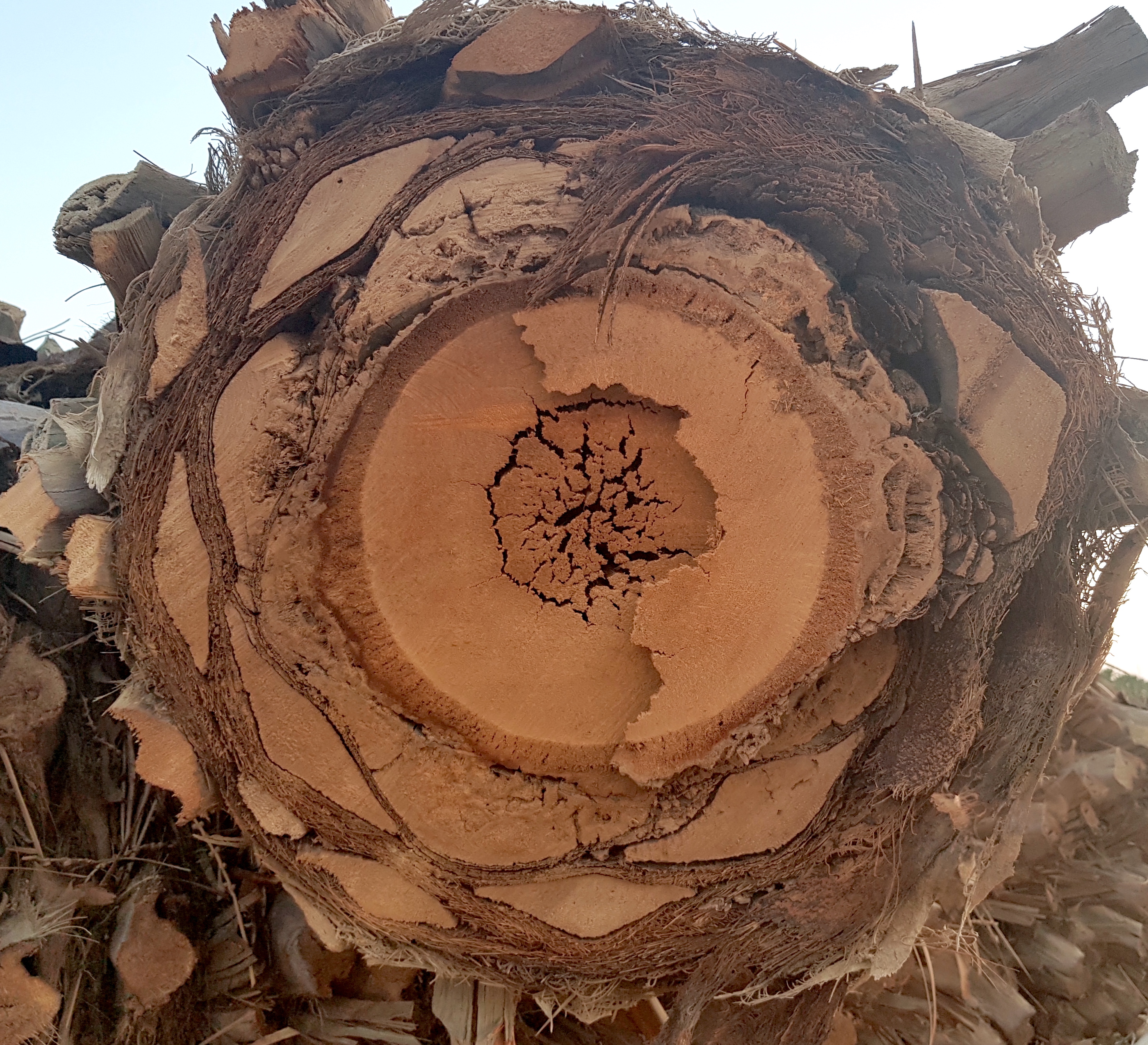
Sección del tallo (no tronco) de una Arecaceae, la palmera datilera Phoenix dactylifera.

## Edad de un tronco

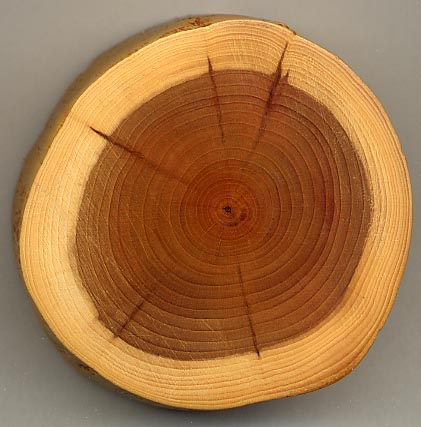
Sección transversal de un tronco de tejo que muestra los anillos de crecimiento anual, así como el duramen (parte oscura) y la albura (parte clara).

A excepción de ciertas maderas ecuatoriales, la sección transversal de un tronco revela anillos anuales, que son debidos al crecimiento estacional del tejido leñoso, más activo en primavera (parte clara del anillo) que en otoño e invierno (parte oscura).
Contar los anillos, o anillos de crecimiento, nos permite saber la edad del árbol talado. El estudio de los anillos de los árboles es la base de la dendrocronología.

## Medición

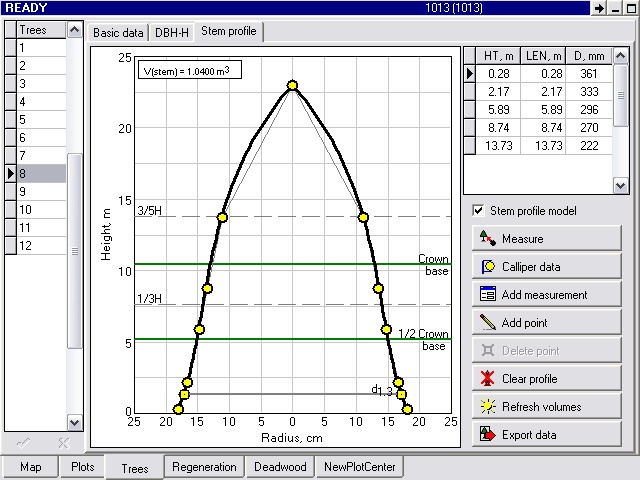
Perfil del tronco, permite obtener el volumen estimado del tronco.

Existen diferentes dispositivos para realizar mediciones dendrométricas, especialmente para realizar mediciones del perfil del tronco. Por ejemplo, es posible, a partir de mediciones de diámetros en distintas alturas (diámetros distantes), estimar la altura total, el volumen y otras características de un árbol (a partir de 6 diámetros medidos). Incluso es posible 'cortar' virtualmente el árbol y calcular su volumen en pie en función de su calidad.

## Árboles sin tronco
En el caso de las palmeras, el tallo, con una estructura particular, sin ramificaciones y con un diámetro constante, recibe el nombre de "estípite" y, por tanto, no debe denominarse tronco.

## Ciclo de los troncos abandonados en el bosque
Los troncos abandonados o perdidos por la tala en los cursos de agua impiden el flujo y, en ocasiones, provocan inundaciones locales.
En teoría, la madera muerta se reintegra naturalmente al ciclo silvocinegético, con efectos positivos para el ecosistema, excepto en algunos casos: cuando se sumerge en un lago de represa o, según un artículo de Gullison et al. (1996) y luego un estudio publicado en 2017 en Earth Systems Dynamics, cuando es arrastrado por torrentes y otras vías fluviales.
Allí, además de los factores tradicionales de deforestación (incendios y talas legales o ilegales) una gran área de la selva amazónica muere cada año ahogada por aumentos anormales en el nivel del agua luego de acumulaciones de troncos abandonados por madereros y obstruyendo parcial o totalmente pequeños arroyos esta es la conclusión de un análisis de más de 30 años de imágenes satelitales (1984-2016) realizadas en la Amazonía boliviana. En el área de estudio, este fenómeno acaba con casi tanto bosque tropical como las propias actividades humanas (poco menos de 1000 hectáreas/año en el área de estudio, donde 22 ríos presentaron inundaciones repetitivas provocadas por tales acumulaciones de troncos de árboles. Los troncos descienden por la corriente y acaban formando presas. Estas presas, a veces masivas, modifican el flujo de agua, son fuentes de acumulaciones sedimentarias anormales que afectan la topografía del curso de agua ( avulsión ). El curso de agua crece y debe crear nuevos meandros para sortear el obstáculo. Lo hace erosionando sus orillas (lo que será una fuente de turbidez anormal y posiblemente dañina para el ecosistema), mientras mata los árboles vecinos (de hecho, cada una de estas inundaciones, si dura un poco, causa la muerte de decenas a miles de árboles. Estos mueren por ahogamiento, o después de que sus raíces quedan expuestas por el agua.
El paisaje y las especies de plantas se modifican localmente (o globalmente), con consecuencias ecológicas que aún no se conocen bien. En la Amazonía, después de la muerte de los árboles, algunas de las áreas inundadas se convierten en sabanas, y la insolación del suelo puede favorecer a los árboles de rápido crecimiento (entre ellos la caoba, en detrimento de las especies de crecimiento lento como el árbol que produce la nuez de Brasil). Donde mueren los árboles y donde la sabana avanza sobre suelos más deshidratados, el sumidero de carbono forestal también se degrada; el dióxido de carbono se absorbe menos y el metano puede desgasificar las plantas y otros organismos que se pudren bajo el agua en el área sumergida. Estos efectos son solo parcialmente comparables a los de las represas de castores (que son más estables en el tiempo y cuyo entorno está de alguna manera controlado y ajardinado por esta especie de ingeniero.

## Fosilización

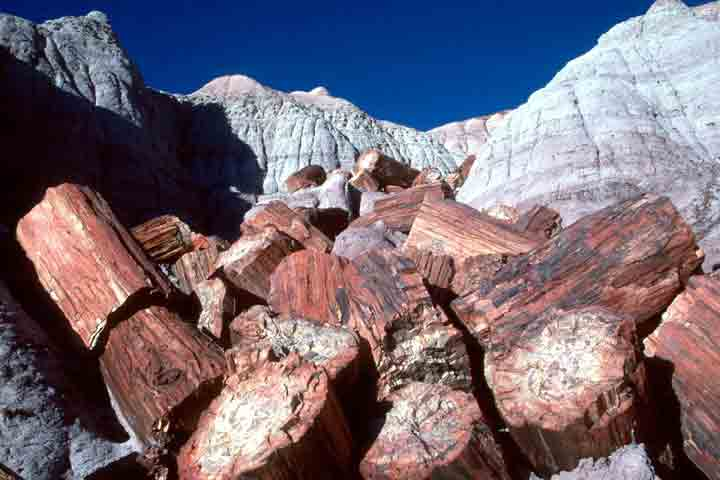
Acumulación de trozos de troncos petrificados (Badlands, Petrified Forest National Park Wilderness). National Park Service, U.S. Department of the Interior, (EE. UU.).

Los restos de fragmentos de tronco fosilizados se conocen en dos formas principales:
1. de secciones de troncos petrificados (totalmente mineralizados, sin restos orgánicos)
2. restos de troncos encontrados en forma de fósiles mineros.

La fosilización de la madera es un conjunto de procesos por los que todo el material orgánico ha sido reemplazado con minerales (la mayoría de las veces variedades de la sílice), conservando en algunos casos de permineralización los detalles más delicados de la madera, como las paredes celulares. El proceso de petrificación sucede bajo tierra, cuando la madera queda enterrada bajo sedimentos, conservándose gracias a la ausencia de oxígeno. El agua rica en minerales que se filtra por los sedimentos deposita minerales en las células de la planta, de forma que cuando la lignina y la celulosa se descomponen, se forma un molde de roca en su lugar.
Elementos como el manganeso, el hierro y el cobre presentes en el agua y el fango durante el proceso de petrificación dan a la madera una variada gama de colores. Los cristales de cuarzo puros son incoloros, pero cuando se añaden contaminantes al proceso adquieren un color amarillo, rojo o de otra tonalidad.
La madera petrificada puede conservar su estructura original con todo detalle, hasta el nivel microscópico. Estructuras tales como los anillos de crecimiento y los diversos tejidos pueden observarse con frecuencia. La madera petrificada tiene una dureza en la escala de Mohs de 7, la misma del cuarzo.